# Керн, Кристоф
Кристоф Керн — французский велогонщик, национальный чемпион 2011 года в индивидуальной гонке с раздельным стартом.

## Биография
Кристоф Керн родился 18 января 1981 года во Франции. Выступает в команде Europcar. На 11 этапе Тур Де Франса отправился в отрыв вместе с Пьером Роланоми сильно помог ему выиграть этап.

## Достижения
- 3rd, National Time Trial Championship (2006)
- Tour de l'Avenir — 1 stage (2004)
- Гран-при Рюди Даненса (2003)
- Liège-Bastogne-Liège U23 (2002)
- Шаблон:Brca, World U19 Road Race Championship (1999)
- Turkish Beauties classification, Tour of Turkey (2010)